# Gero (Gifu)
Gero (Japans: 下呂市, Gero-shi) is een stad in de prefectuur Gifu op het eiland Honshu in Japan. De stad heeft een oppervlakte van 851,06 km² en eind 2008 ruim 37.000 inwoners. De rivier Hida loopt door de stad.

## Geschiedenis
Op 1 maart 2004 werd Gero een stad (shi) na samenvoeging van de gemeentes Gero (下呂町, Gero-chō), Hagiwara (萩原町, Hagiwara-chō), Kanayama (金山町, Kanayama-chō) en Osaka (小坂町, Osaka-chō) plus het dorp Maze (馬瀬村, Maze-mura). Daarmee eindigde het bestaan van het district Mashita.

## Economie
De belangrijkste industrie van Gero is toerisme; de stad is in heel Japan bekend door de warme bronnen (onsen). Daarnaast zijn bosbouw en landbouw belangrijk voor de lokale economie.

## Bezienswaardigheden
- Gero onsen
- Furusato Rekishi Kinenkan, Historisch Museum met reproducties van antieke huizen, in het Jomon-park
- De tempels  Onsen-ji, Zensho-ji en Gyokuryu-ji
- De berg Ontake, een van de drie heilige bergen van Japan
- De Gandate kloof
- De watervallen Mitsudaki (drietapswaterval) en Neo-no-Taki (met een 63 m vrije val van het water)
- De Yokotani vallei
- Gassho-no-Sato, een historisch rietgedekt huis.
- Shirakawa-za, een theater voor schaduwspelen

## Verkeer
Gero ligt aan de Takayama-hoofdlijn van de Central Japan Railway Company.
Gero ligt aan de autowegen 41, 256 en 257.

## Stedenband
Gero heeft een stedenband met
- Pensacola (Florida), Verenigde Staten
- Ketchikan (Alaska), Verenigde Staten
- Salesópolis (São Paulo), Brazilië

## Aangrenzende steden
- Takayama
- Seki
- Nakatsugawa
- Gujō